# Bundeswehr TV
Bundeswehr TV (bwtv) ist ein nichtöffentlicher Fernsehsender des Bundesministeriums der Verteidigung für die Truppenbetreuung der Bundeswehr.
Am 13. Oktober 2010 ging bwtv nach acht Jahren Probebetrieb gemäß der Entscheidung von Staatssekretär im Bundesministerium der Verteidigung, Rüdiger Wolf, in den Regelbetrieb. Eine wesentliche Entscheidungshilfe war eine umfassende Wirtschaftlichkeitsuntersuchung nach § 7 Bundeshaushaltsordnung. Im Regelbetrieb ist bwtv kein Fernsehmedium der Truppeninformation der Bundeswehr mehr, sondern nunmehr ein Instrument der Betreuung von Soldaten in den Auslandseinsätzen der Bundeswehr (Betreuungsfernsehen).
bwtv ergänzt insofern zielgruppenorientiert das Angebot von Radio Andernach, dem Betreuungsradio der Soldaten der Bundeswehr im Einsatz.
Die Baukosten für das Studio in Sankt Augustin betrugen 100 Millionen Euro.
Im Probebetrieb nahm bwtv im April 2002 den Sendebetrieb auf und richtete sich ausschließlich an Soldaten und Zivilbeschäftigte der Bundeswehr, da staatlicher Rundfunk, der sich an die Allgemeinheit richtet, in Deutschland verboten ist. Die Überführung in den Regelbetrieb änderte hieran nichts. Im Regelbetrieb steht das Angebot 24/7 zur Verfügung.
Für die Allgemeinheit produzierte und veröffentlichte der Sender zwischen dem 4. August 2010 und 13. Oktober 2010 spezielle Kurzbeiträge für den YouTube-Kanal der Bundeswehr im Internet. Dies ist im Regelbetrieb des Betreuungsfernsehens nicht mehr Bestandteil des Auftrages. Die redaktionellen Kapazitäten für Eigenproduktionen stehen bwtv als Betreuungsfernsehen nicht mehr zur Verfügung.
Über den erforderlichen Umfang bundeswehreigener Kapazitäten zur Herstellung von AV-Medien, die auch geeignet sind, bei YouTube oder auf anderen Plattformen im Internet veröffentlicht zu werden, ist auf der Grundlage eines Konzeptes zu den Instrumenten der Öffentlichkeitsarbeit und Nachwuchswerbung durch die Leitung des Bundesministeriums der Verteidigung, unter besonderer Beachtung der Vorgaben der Wirtschaftlichkeitsgrundsätze in der Bundesverwaltung gemäß §§ 6 und 7 Bundeshaushaltsordnung, zu entscheiden.
Das Angebot an Betreuungsformaten von bwtv im Regelbetrieb umfasst Nachrichten (insbesondere von Deutsche Welle TV), Spielfilme (auch Serien) und Sportberichterstattungen – seit 2007 auch alle Spiele der Fußball-Bundesliga live in der Konferenzschaltung, aber auch Sportberichte von den Olympischen Spielen, den UEFA-Pokalspielen, der Fußball-WM und EM. Die Nachrichten, Spielfilme und Sportberichte sind wie im Probebetrieb nur an Bundeswehrstandorten im Ausland zu empfangen. Auf Eigenproduktionen beispielsweise von bundeswehrspezifischen Magazinsendungen und Nachrichten wird seit dem 13. Oktober 2010 bis zur Vorlage einer erneuten Wirtschaftlichkeitsuntersuchung Ende 2015 verzichtet. Ergänzend ist die Zuschauermeinung der Soldaten im Einsatz durch eine Medienresonanzanalyse zu ermitteln. Ziel ist es, die besonderen Informations- und Betreuungsbedürfnisse der Soldaten im Einsatz – unter Berücksichtigung der Tatsache, dass im Einsatz nur wenige oder gar keine deutschsprachigen Fernsehsender empfangbar sind – zu ermitteln und das Sendeschema von bwtv flexibel auf die Einsatzbedingungen auszurichten.
Seit März 2015 sendet BwTV aus Mayen in Rheinland-Pfalz.
Bundeswehr TV sendet seit 2011 in Conax-Verschlüsselung über den Fernsehsatellit Eutelsat 21B. Der Betrieb kostet jährlich 8,9 Millionen Euro.